# Camponotus angusticollis
Camponotus angusticollis är en myrart som först beskrevs av Jerdon 1851.  Camponotus angusticollis ingår i släktet hästmyror, och familjen myror.

## Underarter
Arten delas in i följande underarter:
- C. a. angusticollis
- C. a. sanguinolentus